# Brephos nigripectus
Brephos nigripectus là một loài bướm đêm trong họ Noctuidae.